# 大澳洪聖古廟

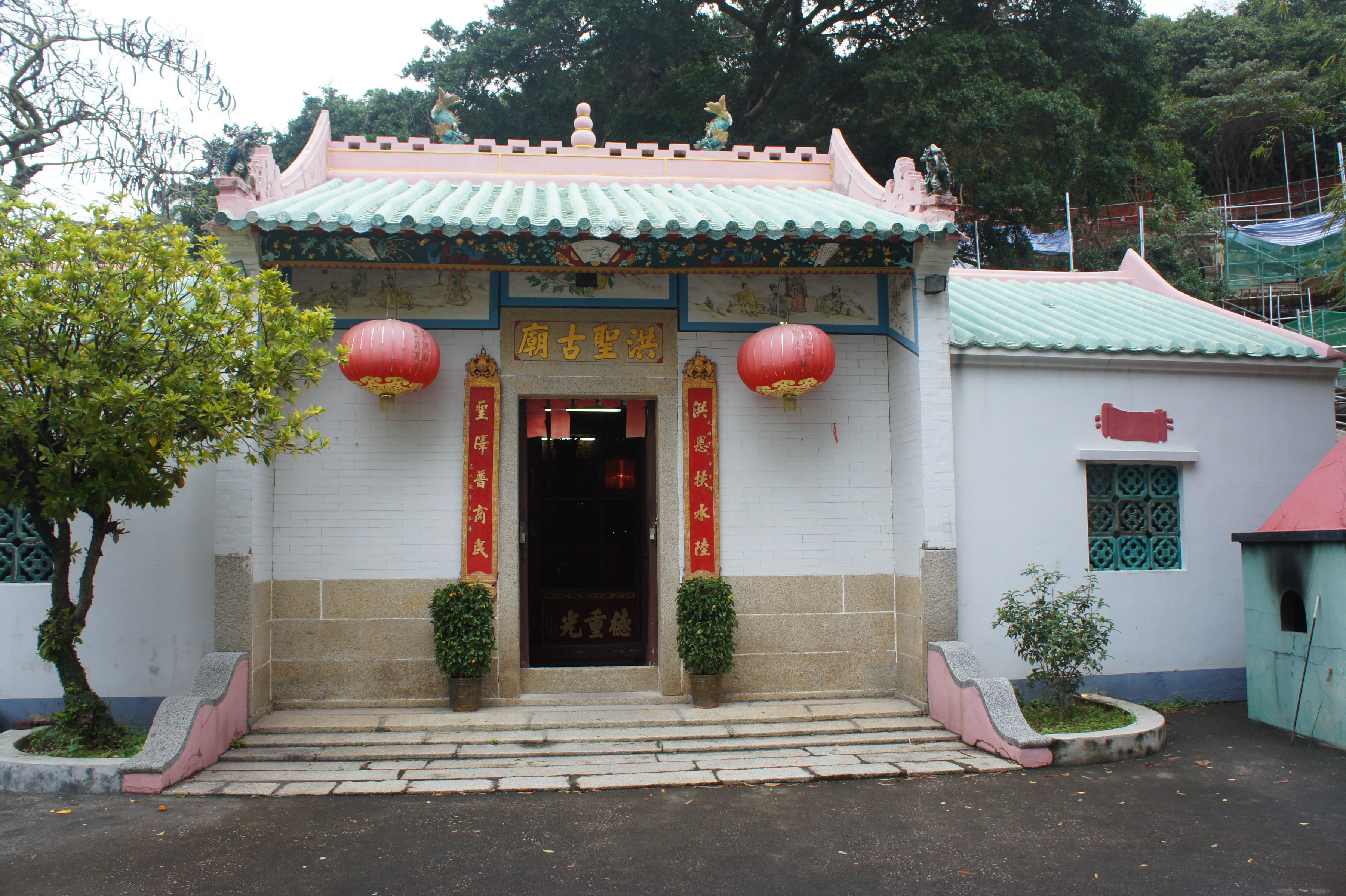
大澳洪聖古廟

大澳洪聖古廟是香港一所洪聖廟，位於新界大嶼山大澳，屬兩進三間設計，供奉海神洪聖。廟宇建於清朝乾隆元年（1736年），廟內的銅鐘亦於同年鑄造。